# Súðavík
Súðavík é uma localidade na Islândia. Em 2018 tinha uma população de cerca de 157 habitantes.